# Uroleucon bonitum
Uroleucon bonitum är en insektsart som först beskrevs av Hottes 1950.  Uroleucon bonitum ingår i släktet Uroleucon och familjen långrörsbladlöss. Inga underarter finns listade i Catalogue of Life.